# Browning Hi-Power
Browning High-Power (HP [eɪtʃ piː]) — самозарядный пистолет конструкции Джона Браунинга и Дьёдонне Сэва с магазином повышенной вместимости. Разработка завершена в 1935 году, выпуск продолжается до сих пор, производится, в том числе под другими названиями, во многих странах. Отличается простотой и надёжностью в эксплуатации, которые предопределили столь длительное его производство и применение по всему миру.

## История
Конструкция пистолета базируется на разработанной Джоном Мозесом Браунингом схеме запирания со сцепленным затвором и коротким ходом ствола. После смерти Браунинга в 1926 конструкцию доработал Дьёдонне Сэв (Dieudonné Saive), главный конструктор бельгийской компании Fabrique Nationale.
Пистолет создавался под техническое задание французской армии, но на вооружение во Франции принят не был. Различные варианты использовались многими странами во время Второй мировой войны и позднее.
Название пистолета несколько вводит в заблуждение, так как на самом деле отражает высокую ёмкость магазина в 13 патронов: в 1935 году она была заметно больше, чем у ближайших конкурентов — Люгер P08 (8 патронов), Кольт 1911 (7 патронов), Маузер C96 (10 патронов).
Чаще всего пистолет именуют просто «Hi Power», даже в Бельгии. Также нередко можно встретить названия HP (от «Hi-Power» или «High-Power») или GP (от французского «Grande Puissance»). Обозначения P-35 и HP-35, указывающие на принятие пистолета в 1935 году, также применяются. Иногда встречаются и другие названия, такие как BAP (Browning Automatic Pistol) в ирландской армии, или BHP (Browning High-Power). Во время Второй мировой войны в качестве оружия ограниченного стандарта Hi Power использовался в воздушно-десантных войсках и войсках СС под обозначением «Pistole 640(b)».
Бельгийская компания FN Herstal прекратила производство армейского варианта пистолета и его гражданских моделей в 2017 году, но пистолет до сих пор производится по лицензии в Аргентине. Канадский производитель John Inglis Co., Ontario длительное время производил «Хай-Пауэр» для силовых структур своей страны, Великобритании, других стран Британского содружества и на экспорт.

## Конструкция
Автоматика работает по схеме использования отдачи при коротком ходе ствола. Запирание канала ствола по схеме Браунинга со снижающейся казённой частью ствола при помощи фигурного паза, расположенного в приливе под патронником. При отходе ствола назад под воздействием отдачи паз в приливе взаимодействует с осью затворной задержки ствола, в результате чего казённая часть ствола снижается. При этом боевые выступы ствола выходят из зацепления с пазами затвора-кожуха, ствол останавливается, а затвор-кожух продолжает откат, извлекая и выбрасывая стреляную гильзу. Возвратная пружина размещается под стволом.
Ударно-спусковой механизм курковый, одинарного действия. По израсходовании всех патронов в магазине подаватель надавливает на затворную задержку, которая, поднимаясь, входит в соответствующий паз затвора-кожуха. В результате затвор-кожух фиксируется в крайнем заднем положении и указывает тем самым владельцу оружия на необходимость перезарядки. После присоединения снаряженного магазина стрелку необходимо надавить на рычаг затворной задержки вниз, и освободив затвор-кожух, таким образом дослать патрон в патронник.
Флажковый, управляемый вручную предохранитель, рычаг которого расположен на левой стороне рамки перед затыльником рукоятки, запирает шептало и затвор-кожух. Оружие оснащено разобщителем, не допускающим производства выстрела при не полностью закрытом затворе. Автоматический магазинный предохранитель блокирует спусковой механизм при вынутом магазине. Ранний вариант имел выбрасыватель, расположенный во внутренним отверстии затвора-кожуха. Начиная с 1965 года пистолет получил открыто расположенный выбрасыватель, что упрощает производство и снижает его стоимость, а курок получил спицу вместо массивной головки.
Hi Power оснащён автоматическим магазинным предохранителем, который блокирует спусковой механизм при отсутствии магазина в шахте рукоятки. Это решение является весьма спорным, так как при случайном отсоединении магазина в разгар боя стрелок вынужден либо искать выпавший магазин, либо примыкать запасной, что требует затрат бесценного в боевой обстановке времени.
Магазин с двухрядным расположением патронов имеет однорядный выход, благодаря чему патрон поступает в патронник по прямой линии, что увеличивает надёжность подачи. Магазин крепится защёлкой, размещенной в основании спусковой скобы. Рукоятка пистолета имеет отличную эргономику, обеспечивая глубокий и плотный охват, что стабилизирует оружие в процессе прицеливания и повышает устойчивость при стрельбе.
Заявленная прицельная дальность для модификаций с регулируемым прицельным приспособлением при использовании приставного приклада-кобуры составляет 500 м, для базовой модели 50 м.

## Варианты и модификации
- Mk.2 — вариант, разработанный в 1970-е годы и представленный в начале 1980-х годов, с антикоррозионным фосфатным покрытием металлических деталей, двухсторонним предохранителем, изменённым прицелом и пластмассовыми накладками на рукоять.
- Pistol Auto 9mm 1A — лицензионный вариант, производство которого в 1970-е годы было освоено в Индии.
- P1 — копия пистолета Browning HP обр. 1935 года, с 1984 года производился индонезийской компанией «Pindad».
- FEG P9 — пистолет, в нескольких вариантах производившийся венгерским оружейным заводом FÉG c 1982 до своего банкротства в 2004 году.
- Arcus 94 — пистолет, выпуск которого в 1994 году освоила болгарская компания «Arcus Co.».
- NP1 — пистолет, выпуск которого освоен на оружейном заводе DICON в городе Кадуна (Нигерия)[6]. В 1978 году у FN была куплена лицензия. После технического перевооружения оружейного завода DICON бельгийскими специалистами в 1980 году, в 1983 началась сборка первых пистолетов, в 1987 году было освоено их серийное производство.
- кроме того, выпуск пистолета начала турецкая компания "TISAS" (сначала под наименованием TISAS Regent BR9, в дальнейшем под названием ZIG 14)[7].
- SA-35 - пистолет американской фирмы Springfield Armory, в 2021 году начат выпуск в качестве гражданского оружия. Отличается некоторыми доработками, среди прочих в нем отсутствует магазинный предохранитель.

## Страны-эксплуатанты
В разное время пистолеты Browning GP 35, Browning Hi-Power и их модификации состояли на вооружении армий, полицейских и силовых структур 50 стран мира
- Австралия
- Аргентина: в 1937 году партия пистолетов бельгийского производства была закуплена для столичной полиции, в 1969 году на оружейном заводе «Fabrica Militar de Armas Portatiles "D.M." Rosario D.G.F.M.» началось их производство по лицензии для армии и полиции[9]
- Бельгия: состоит на вооружении с момента начала производства[2]
- Великобритания: использовался в ходе Второй мировой войны[10], позднее вариант Pistol No.2 Mk.1 был принят на вооружение британской армии и спецподразделений[11], в 2008 году для британского контингента ISAF в Афганистане были закуплены 6000 шт. пистолетов SIG P226[12], а в январе 2013 года было принято решение о их замене на Glock 17[13].
- Нацистская Германия: после оккупации Бельгии в мае 1940 года, на вооружение поступили трофейные бельгийские пистолеты; кроме того, производство пистолетов было продолжено[9], они поступали на вооружение под наименованием Pistole 640(b)[10][14]
- Дания: некоторое количество было закуплено до оккупации страны в апреле 1940 года[10]; после окончания второй мировой войны был официально принят на вооружение под наименованием pistol m/46[15]
- Индия: после предоставления независимости Индии в 1947 году некоторое количество пистолетов осталось на вооружении индийской армии, позднее было освоено их производство под названием Pistol Auto 9mm 1A
- Индонезия: некоторое количество бельгийских пистолетов было закуплено в 1950-е годы, в 1970-х годах началось производство копии под названием Pindad P1
- Ирландия: с середины 1960-х годов находились на вооружении армии, в начале 2004 года на вооружении рейнджеров их заменили пистолетами SIG Sauer P226[16], в 2006 году в других подразделениях началась их замена на HK USP[17]
- Канада: на вооружении канадской армии и королевской канадской конной полиции[10]; в октябре 2022 года на вооружение армии был принят новый пистолет С22, в 2023 году началось перевооружение войск (после завершения которого в апреле 2024 года было принято решение о списании и уничтожении почти всех армейских пистолетов "Browning Hi-Power")[18]. В сентябре 2024 года было объявлено о намерении передать почти все снятые с вооружения пистолеты на Украину[19]
- Китайская Республика: использовались пистолеты, заказанные у канадской компании "John Inglis Co., Ontario".
- Литва: некоторое количество было закуплено до начала Второй мировой войны[10], на кожухе-затворе сверху нанесена Башня Гедимина в виде эмблемы.
- Люксембург: в 2008 году заменён на Glock 17[20]
- Мьянма: пистолет находился на вооружении под названием МА-5, в 2014 году было принято решение о перевооружении на Glock-17[21]
- Нигерия
- Нидерланды: некоторое количество было закуплено до оккупации страны в мае 1940 года[10]; после окончания второй мировой войны был официально принят на вооружение под наименованием Browning M46
- Польша — некоторое количество пистолетов Browning HP находилось на вооружении спецподразделения GROM вооружённых сил Польши[22]
- Королевство Румыния: приняты на вооружение армии до начала Второй мировой войны
- Сальвадор: с начала 1960-х годов пистолеты являлись оружием армейских офицеров, но после 1993 года были сняты с вооружения армии и переданы на вооружение полиции[23]
- СССР: некоторое количество трофейных пистолетов использовалось в ходе Великой Отечественной войны
- США: несколько пистолетов были вручены в качестве наградного оружия[24]; некоторое количество использовалось стрелками-спортсменами[25], незначительное количество использовалось в полицейских департаментах, но распространения они не получили[26], также находились на вооружении антитеррористического подразделения FBI HRT ФБР[10]
- Финляндия: 2400 шт. куплены в Бельгии в феврале – марте 1940 года, они использовались в пехотных частях финской армии и ВВС под наименованием M/35[27].
- Швеция: до Второй мировой войны испытывались с перспективой принятия на вооружение, в том числе и калибра 9 mm Browning Long.